# وایندات (اکلاهما)
وایندات(به انگلیسی: Wyandotte) شهری در ایالت اکلاهما کشور ایالات متحده آمریکا است که جمعیت آن در سرشماری سال ۲۰۱۰ میلادی، ۳۳۳ نفر بوده‌است.